# Pseudomacronema vittatum
Pseudomacronema vittatum is een schietmot uit de
familie Hydropsychidae. De soort komt voor in het Neotropisch gebied.